# EPHB3
EPHB3‏ (EPH receptor B3) هوَ بروتين يُشَفر بواسطة جين EPHB3 في الإنسان.